# Burg Stargard (Burg)

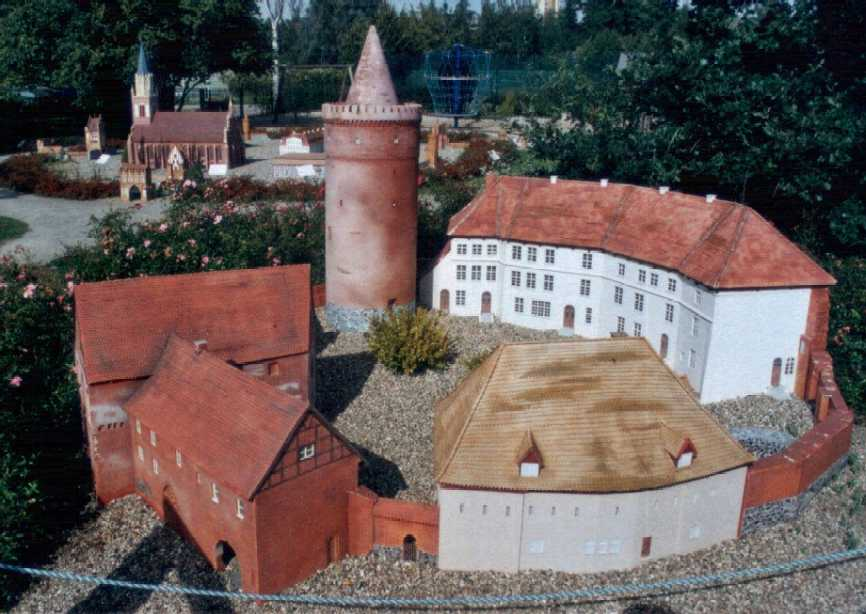
Modell der Burg Stargard. Das Krumme Haus (in weiß) ist heute nur noch als Ruine erhalten.

Die Burg Stargard ist eine der wenigen Höhenburgen im Norddeutschen Tiefland. Die auf dem etwa 90 Meter hohen Burgberg befindliche Burg und die zu ihren Füßen liegende gleichnamige Stadt Burg Stargard liegen südlich von Neubrandenburg im Bundesland Mecklenburg-Vorpommern. Die Anlage besteht aus einer Vor- und Hauptburg mit elf noch erhaltenen Gebäuden und prägt mit dem Bergfried als Wahrzeichen die Erscheinung der Stadt. Die Burg Stargard gilt als einer der bedeutendsten Profanbauten des Landes.

## Geschichte

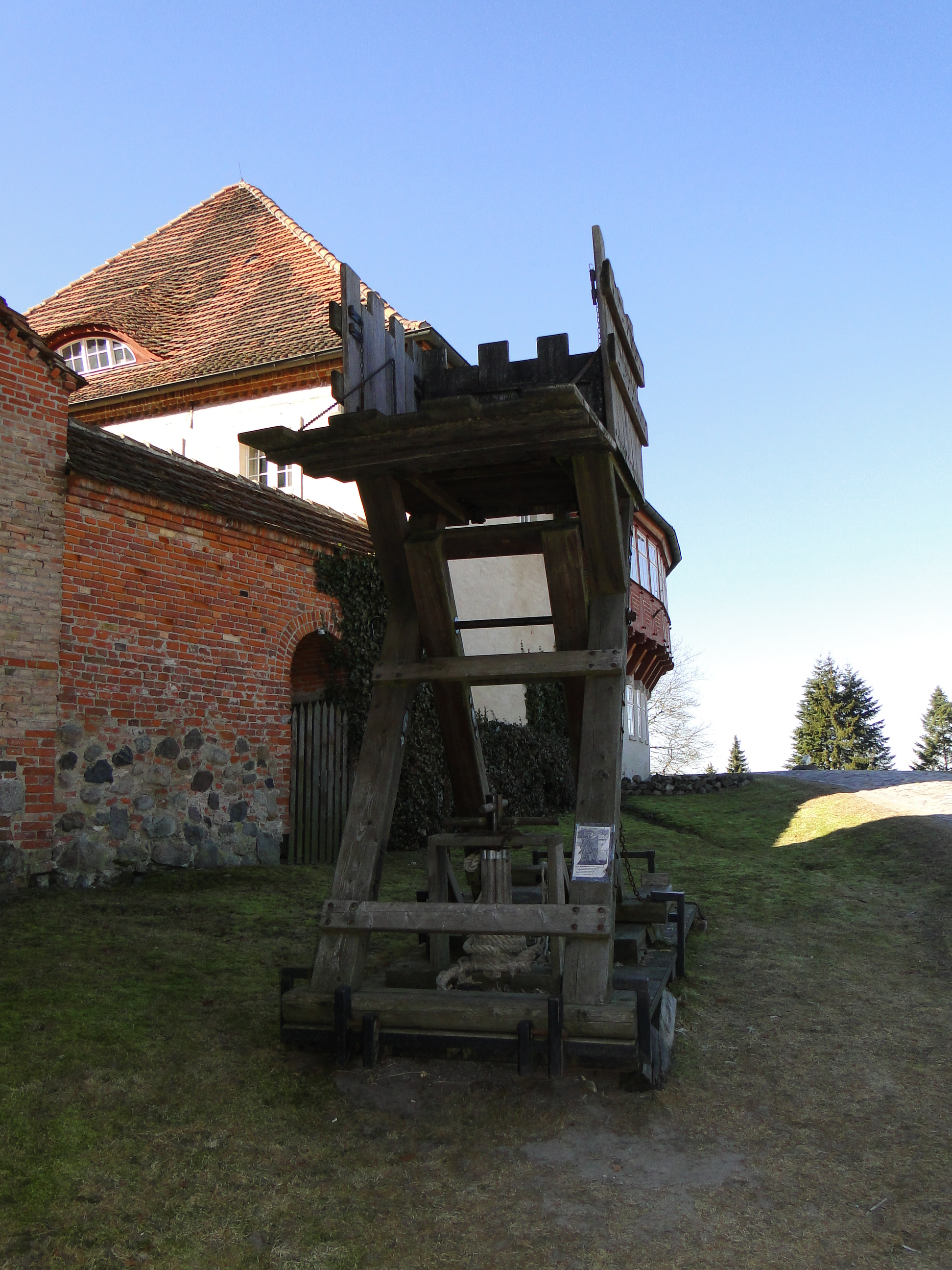
Sturmbühne

Bereits vor 3000 v. Chr. war der Burgberg bewohnt. Als während der Völkerwanderung slawische Stämme das Gebiet erreichten, fanden sie auf dem Burgberg Reste einer früheren Befestigung oder Siedlung vor und nannten den Ort daher Stari Gard (alte Burg).
Ab dem 12. Jahrhundert erfolgte die Eroberung und Besiedlung des Gebietes durch christliche Fürsten. In der Folge kam das Gebiet des heutigen Stargards an den Herzog Wartislaw III. von Pommern(-Demmin), der die Herrschaft Stargard im Vertrag von Kremmen 1236 den askanischen Markgrafen Johann I. und Otto III. von Brandenburg überließ. Zur Sicherung ihrer nördlichsten Landesteile ließen die Brandenburger ab 1236 die Burg Stargard erbauen. Der Ort Stargard erhielt 1259 durch den Markgrafen Otto III. das Stadtrecht. Durch die Heirat der Markgrafentochter Beatrix von Brandenburg mit Fürst Heinrich II. zu Mecklenburg kam die Herrschaft Stargard mit Stadt und Burg 1292 als Wittum in die Hand der Mecklenburger.
Mit der Landesteilung von 1352 wurde die Burg Stargard die Residenz des Herzogs Johann I. zu Mecklenburg-Stargard. Nach dem Aussterben der Stargarder Linie fiel das (Teil-)Herzogtum Mecklenburg-Stargard 1471 zurück an das Gesamthaus Mecklenburg. Herzog Albrecht VI. zu Mecklenburg ließ die Burg 1520 erheblich um- und ausbauen, so wurde zum Beispiel im ehemaligen Torgebäude die Burgkapelle eingerichtet.
Im Dreißigjährigen Krieg war die Burg 1631 das Hauptquartier von General Tilly während der Belagerung und Erstürmung von Neubrandenburg. In dieser Zeit wurde die Burg stark beschädigt. Im Jahr 1646 wurde der Bergfried von einem Blitz getroffen und brannte aus.
Sitz eines herzoglich mecklenburgischen Verwaltungsamtes blieb die Burg Stargard auch nach der Errichtung des (Teil-)Herzogtums Mecklenburg-Strelitz 1701. Jahrhundertelang diente die Burg als Amts- und Wohnsitz von Amtmännern, Amtshauptleuten bzw. Drosten. 1726 fand auf der Burg Stargard der letzte Hexenprozess Mecklenburgs statt.
Die Malerin Mathilde Block arbeitete hier Anfang der 1870er Jahre viereinhalb Jahre lang als Erzieherin. Wahrscheinlich kümmerte sie sich um die Kinder des Amtshauptmanns August von Fabrice (1821–1893), der seit 1856 im Krummen Haus seine Dienstwohnung hatte.
Nach dem Zweiten Weltkrieg wurde die Burg bis 1963 als Landesjugendschule und bis 1990 als Jugendherberge genutzt. Nach der Verlegung der Jugendherberge erfolgte ab 1990 eine umfangreiche Restaurierung der gesamten Burganlage. Weiterhin wurde ein Burgmuseum eingerichtet, das von den Diakonischen Werkstätten Neubrandenburg betreut wird. Außerdem werden auf der Burg kulturelle Veranstaltungen durchgeführt und Brautpaare getraut.

## Anlage
Die Burg Stargard teilt sich in eine Vor- und eine Hauptburg mit insgesamt elf Gebäuden. Die Hauptburg besitzt einen annähernd ovalen Grundriss und wird mit der östlich gelegenen Vorburg, die das Amtsreiterhaus beherbergt, von einem Graben umgeben. Der Bergfried ist das Wahrzeichen der Stadt. Die hohe Bedeutung der Burg zeigt sich daran, dass alle Gebäude als Backsteinbauten errichtet wurden.
Die Burg Stargard und der Burggarten können besichtigt werden. Das Betreten des Burggeländes, der Museumsbesuch und der Aufstieg auf den Bergfried sind kostenpflichtig.

### Bergfried

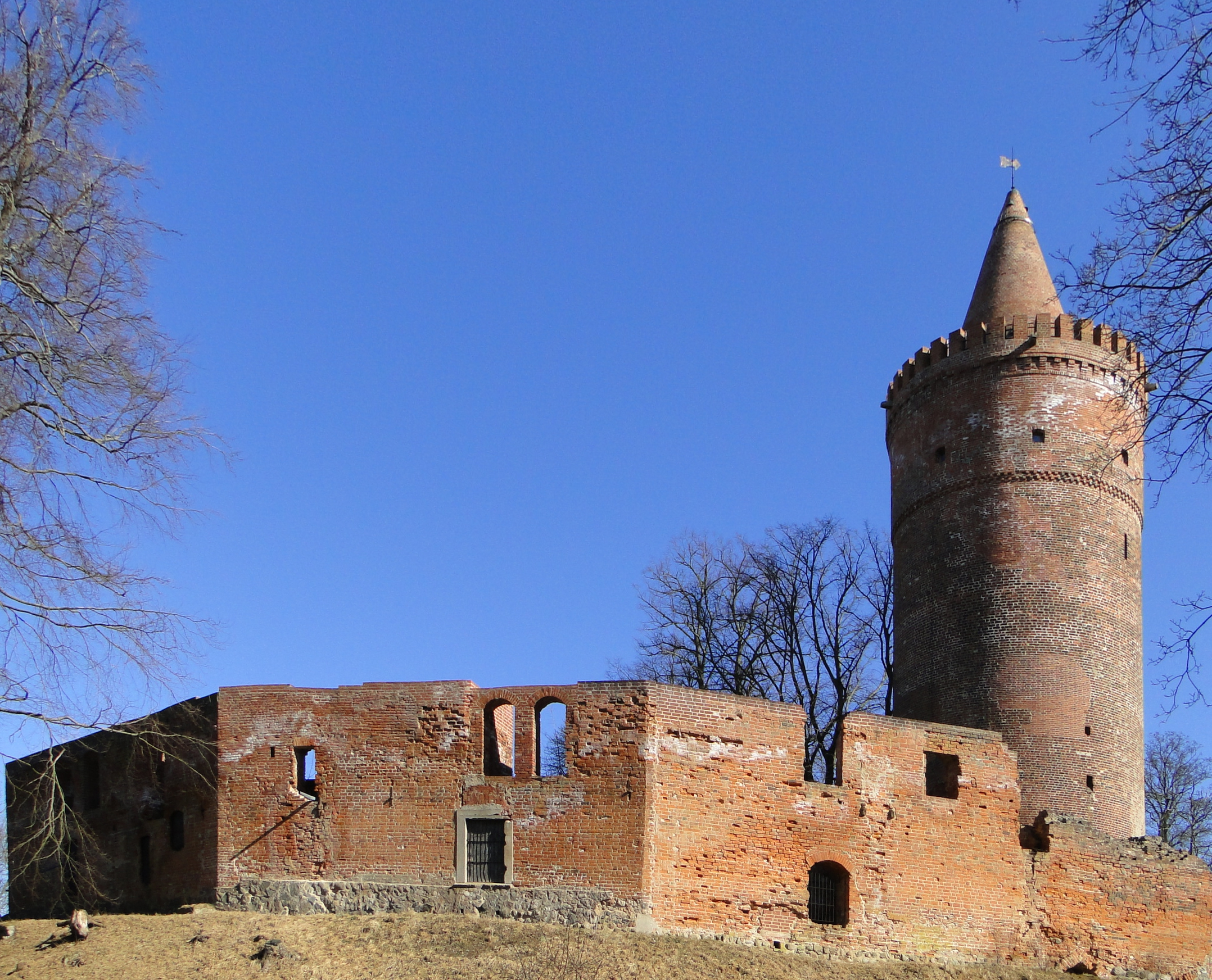
Umfassungsmauern mit Krummen Haus und Bergfried

Der Bergfried wurde um 1245 auf einem Fundament aus geschlagenen Findlingen erbaut. Im unteren Bereich sind die Mauern über vier Meter dick und haben einen Umfang von 27 Metern. Der Eingang befindet sich neun Meter über dem Boden und war ursprünglich über eine überdachte Holztreppe zu erreichen. Das Turmverlies wiederum liegt 13 Meter unter dem Eingang und damit weit unter dem Burghofpflaster. Über dem Verlies befanden sich einst drei Turmstuben.
Der Turm brannte 1647 nach einem Blitzeinschlag aus. Großherzog Georg von Mecklenburg [-Strelitz] ließ Friedrich Wilhelm Buttel den Bergfried von 1821 bis 1823 zu einem Aussichtsturm umbauen. Inklusive der neun Meter hohen Spitze misst der Bergfried 38 Meter in der Höhe. Er bietet bei guter Sicht einen 30-Kilometer-Rundumblick bis zu den Mühlen von Woldegk. Im Jahr 1966 wurde der Turm renoviert.

### Krummes Haus
Die ältesten Teile des „Krummen Hauses“ wurden um 1250 erbaut. Dieser quadratische Ursprungsbau noch im 13. Jahrhundert auf die heutige Größe erweitert. Im 16. Jahrhundert wurde dann das dritte Geschoss aufgesetzt. Die 4 Meter dicke Außenmauer diente zugleich als Burgmauer. Am 18. Dezember 1919 brannte das sogenannte „Krumme Haus“ durch Brandstiftung bis auf die Grundmauern nieder; es ist bis heute eine Ruine. In den 1990er Jahren wurde im „Krummen Haus“ eine Tanzbühne eingebaut, die jedoch inzwischen demontiert ist. Ein Wiederaufbau des Krummen Hauses ist in Planung.

### Alte Residenz

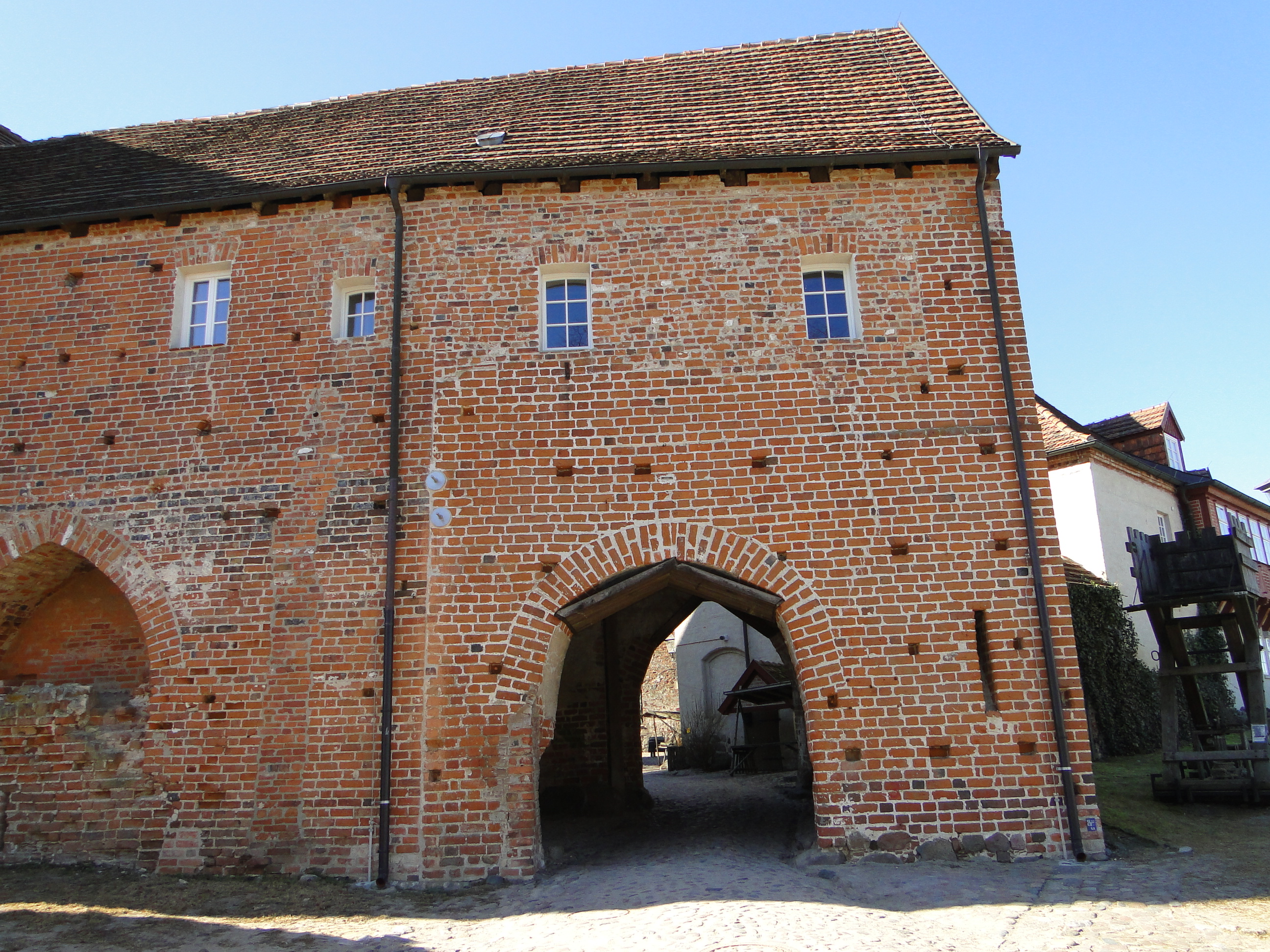
Die Alte Residenz

Die Alte Residenz, auch „Haus der Alten Herren“ genannt, bestand aus zwei Gebäudeteilen, dem Damenflügel, der sich zwischen dem Oberen Tor und dem Gasthaus befindet und dem „Haus des Fürsten“, das sich zwischen Turm und Oberen Tor befand.
Im Damenflügel diente als Gemach der Fürstin und als Badestube. Im 17. Jh. wurde es nach einem Brand als Wachstube wiederaufgebaut. Später diente es als Wohnung und Gefängnis. Von 1963 bis 1990 war es Teil der Jugendherberge.
Das „Haus des Fürsten“ wurde 1740 nach Verfall abgerissen. 1895 wurde an der Stelle ein Pferdestall für den Amtmann gebaut. Dieser Bau diente ab 1905 als Herberge „Zur Heimat“ und von 1963 bis 1990 als Jugendherberge. Heute befindet sich hier unter anderem die Burgschneiderei.

### Oberes Tor (Burgkapelle)

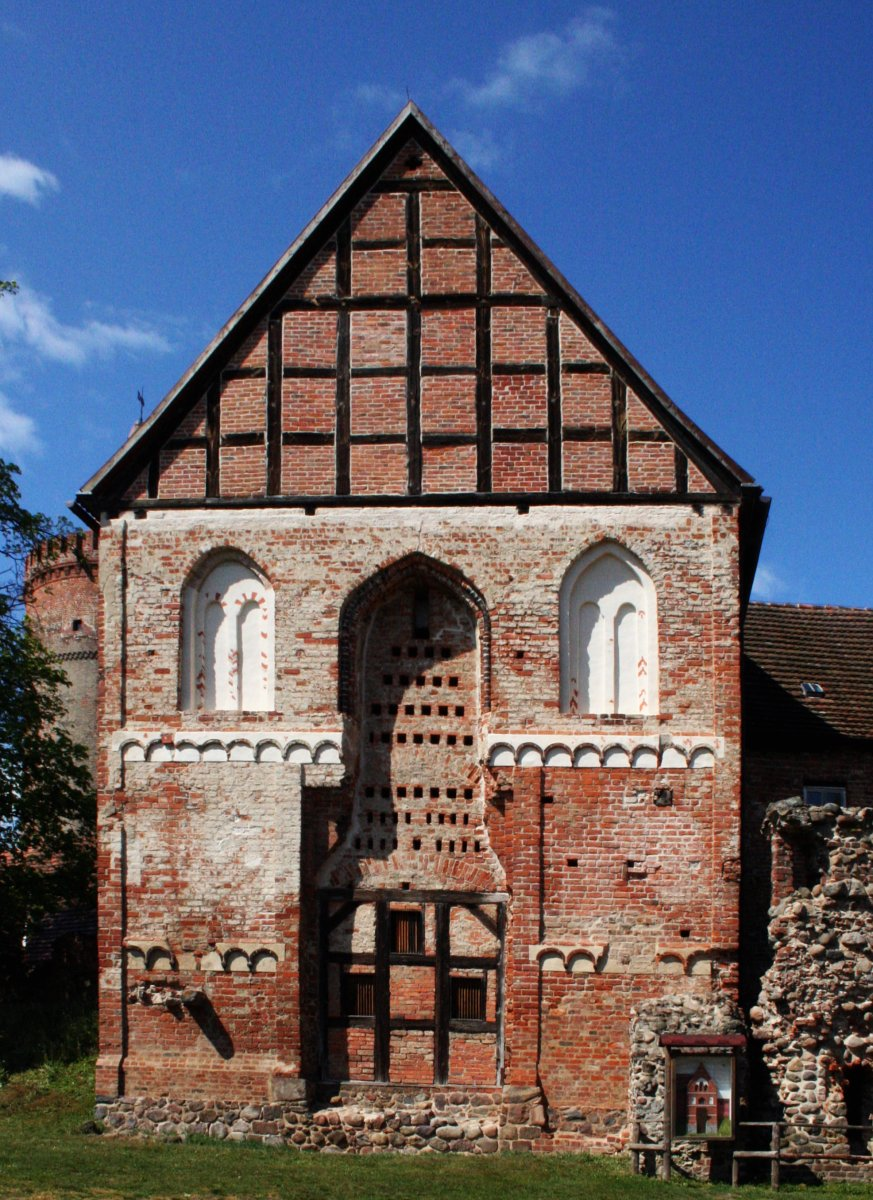
Burgkapelle

Die Burgkapelle entstand zwischen 1240 und 1250 als dreigeschossiges Torhaus. Das Tor wurde in die Begrenzungsmauern der Burg eingelassen, ragt jedoch aus diesen deutlich heraus. Ab 1280 wurde eine Burgkapelle zunächst im Obergeschoss des Tors eingerichtet. 1292 wurde die Fassade mit glasierten Rundbogenfriesen, Malereien und Putzritzungen verziert. Erst 1520 wurden die Zugbrücke entfernt, die Durchfahrt und das mittlere Fenster verbunden und zugemauert und das Gebäude zur Doppelkapelle umgestaltet. Sechzig Jahre später wurde die Kapelle zur Hofseite erweitert. Im 17. Jahrhundert diente sie als Wagenremise und Scheune. Nach einem großen Stadtbrand wurde das Gebäude zwischen 1758 und 1770 ersatzweise als Stadtkirche geistlich genutzt. Nach dieser Zeit war es wieder ein Lagerraum.
Das Gebäude besitzt mittig ein spitzbogiges Fenster mit zwei seitlichen Rundbogenfenstern. Der Giebel zeigt Steinfachwerk des 18. Jahrhunderts. Vom ehemaligen Tor sind die seitlichen Lisenen und die schwarz glasierten Rundbogenfriese erhalten. 2006 wurde die Burgkapelle teilweise saniert.

### Unteres Tor

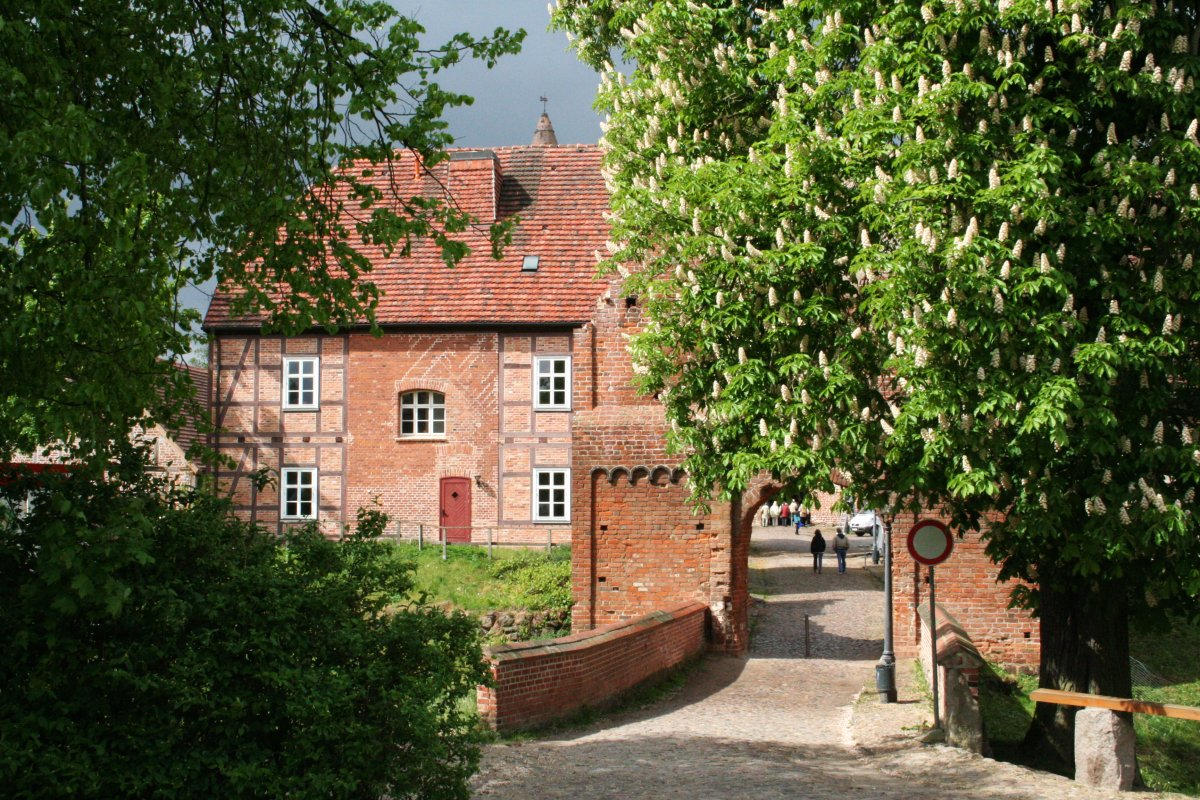
Unteres Tor

Das untere Tor entstand um 1250 als zweigeschossiger Backsteinbau, der eine Kapelle im Obergeschoss beherbergte. Um 1500 stürzte das Tor ein, woraufhin die die Fenster zu Schießscharten vermauerte wurden. Im 17. Jahrhundert wurde das Tor umgebaut. Im 18. Jahrhundert wurde der innere Torbogen abgebrochen, weshalb heute ist nur noch die Fassade erhalten ist. Der Giebel wird von einem Rundbogen umfangen und bestand einst aus einer gestaffelten Dreifenstergruppe, die heute zugesetzt ist. Seitlich der Brücke befinden sich, wie am oberen Tor, Lisenen und Rundbogenfriese mit schwarzer Glasur. Die ehemalige Wippbrücke wurde im 18. Jahrhundert durch einen steinernen Damm ersetzt.

### Gasthof

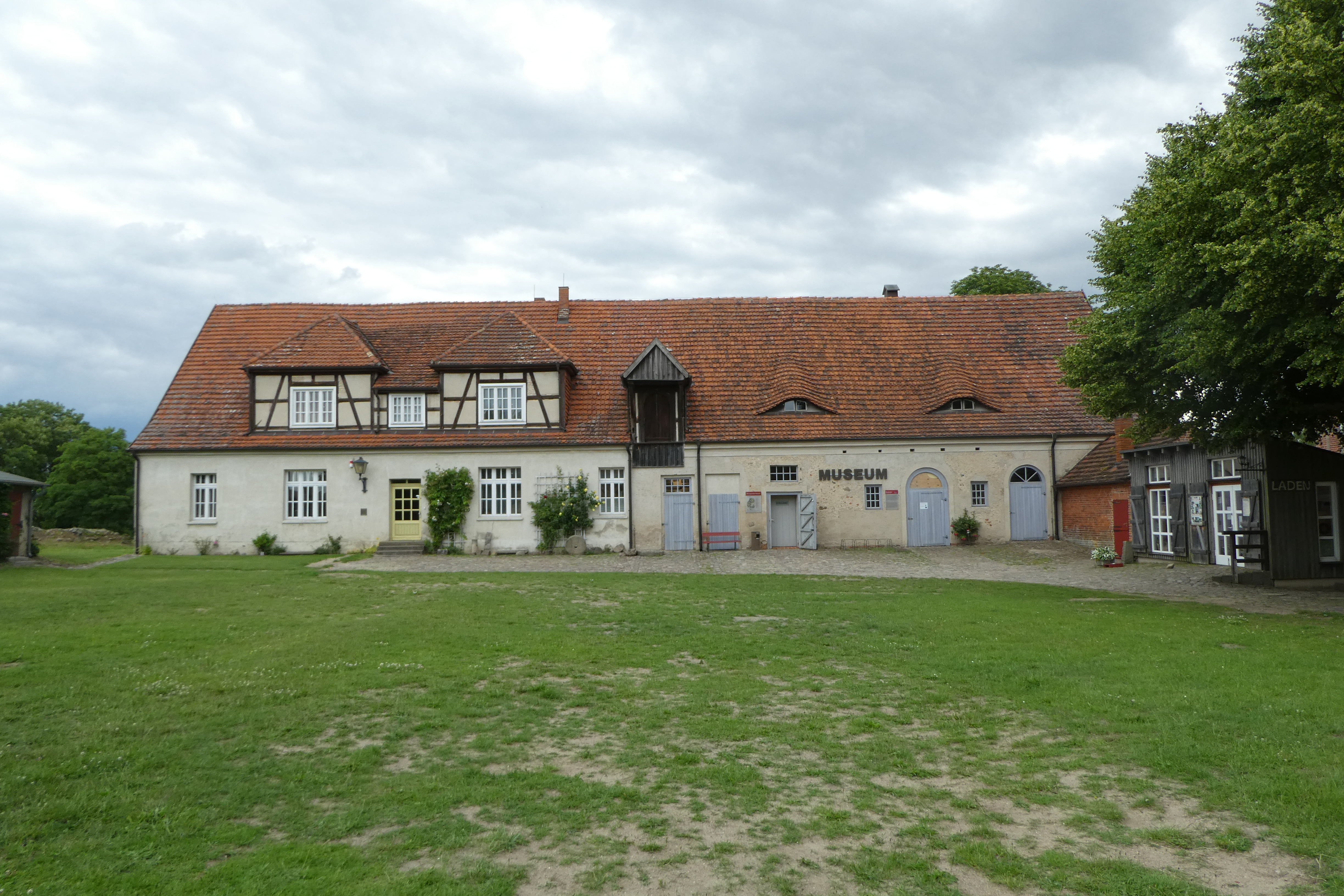
Marstall

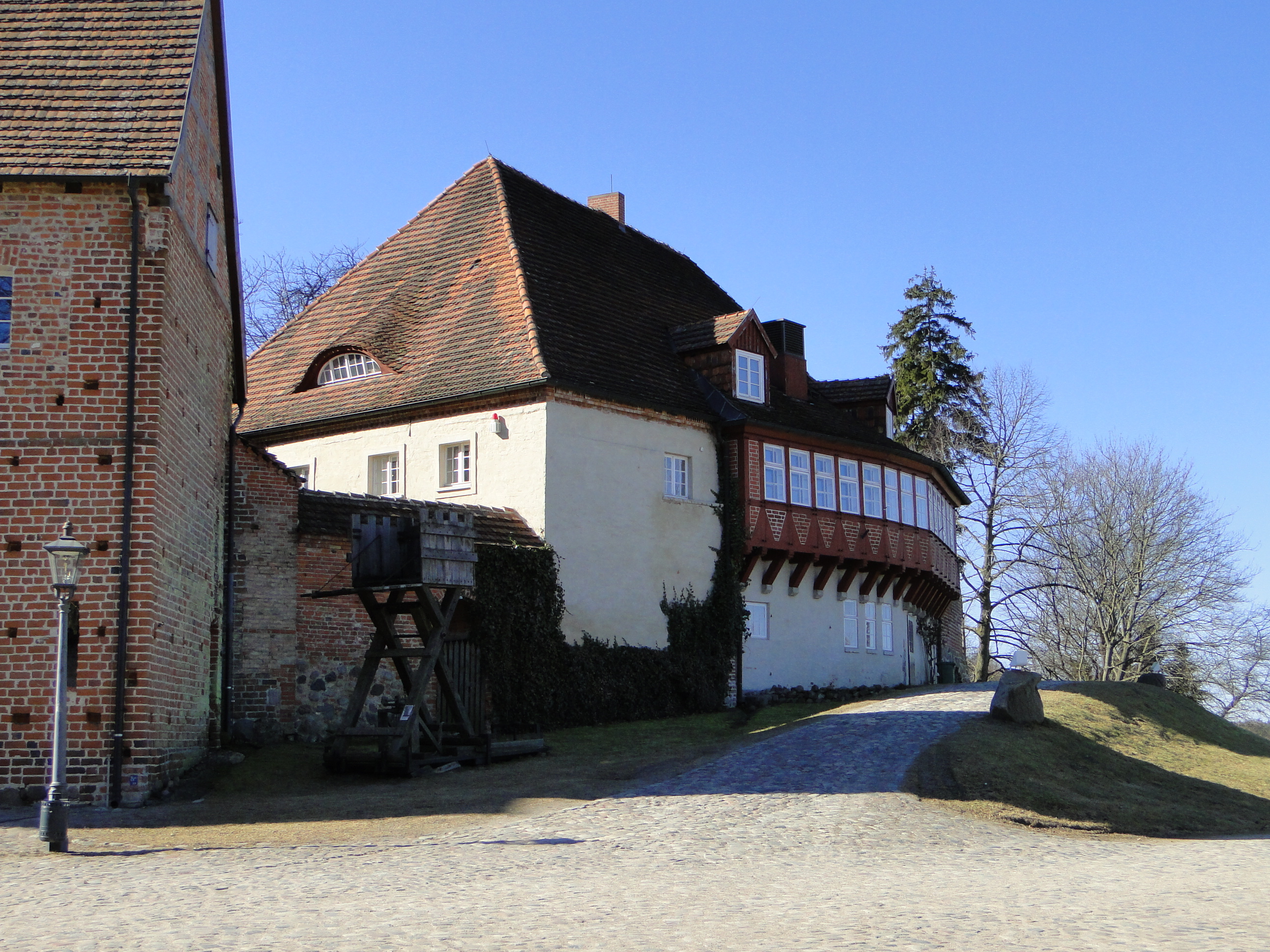
Der Gasthof

Im 13. Jahrhundert wurde das Gebäude als Brauhaus errichtet, dessen Außenmauer zugleich Teil der Ringmauer der Hauptburg war, die den Wehrgang trug. Von 1745 bis 1749 war hier die Münzprägestätte für das Herzogtum Mecklenburg-Strelitz untergebracht, weshalb das Gebäude auch „Alte Münze“ genannt wird. Von 1938 bis 1944 war dort die Gaststätte „Zur Alten Münze“ untergebracht, danach zog eine Jugendherberge ein. Nach umfassender Renovierung wurde das Gebäude als Hotel und Restaurant 1999 neu eröffnet. Bemerkenswert ist der sogenannte „Wappensaal“ im Innern.

### Marstall

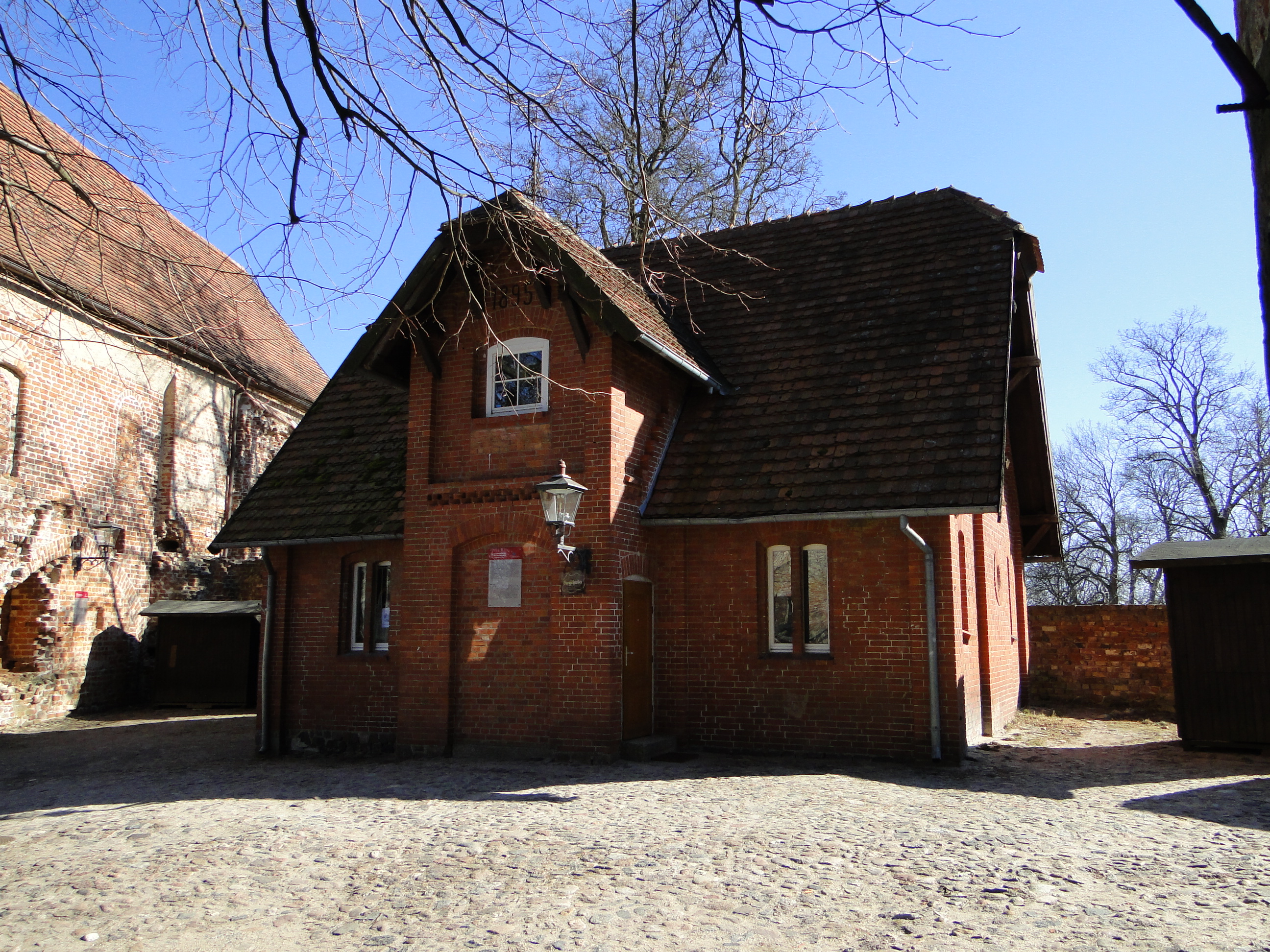
Der Pferdestall

Der Marstall wurde vor 1500 als zweigeschossiges Gebäude gebaut und bot 60 Pferden Platz. Die Außenmauer war gleichzeitig Teil der äußeren Ringmauer. In den 1920er Jahren wurde der Bau zu einem Wohnhaus ausgebaut. Seit 1999 beherbergt er das Burgmuseum.

### Querdielenscheune
Die Querdielenscheune wurde um 1700, als Gebäude mit einer zentralen Durchfahrt gebaut. Hinter dem Bauwerk befindet sich ein Kräutergarten. 2004 bis 2005 wurde sie als Vereinszimmer der Burgvereins restauriert. Besonders ist die Decke aus Spaltbohlen im Inneren. Außer der Querdielenscheune befanden sich hier noch weitere landwirtschaftliche Gebäude, die Ende des 19. Jahrhunderts durch einen Brand zerstört wurden.

### Schöpfgang
Im 17. Jh. wurde neben dem Turm ein einstöckiger Fachwerkbau (Bäckerei) erbaut. Darunter befanden sich tiefe, gewölbte Keller, deren Zugang von außen durch eine steinerne Treppe erfolgte. Von diesem Keller führte ein Gang unter der Ringmauer hindurch in den Burggraben. Wahrscheinlich war dieser Gang Teil der im 16. Jh. angelegten Wasserkunst und trägt daher auch noch heute den Namen Schöpfgang. 2010 wurde der Schöpfgang wegen Einsturzgefahr gesperrt, bis er im Mai 2015 saniert wurde.

### Gefangenenhaus

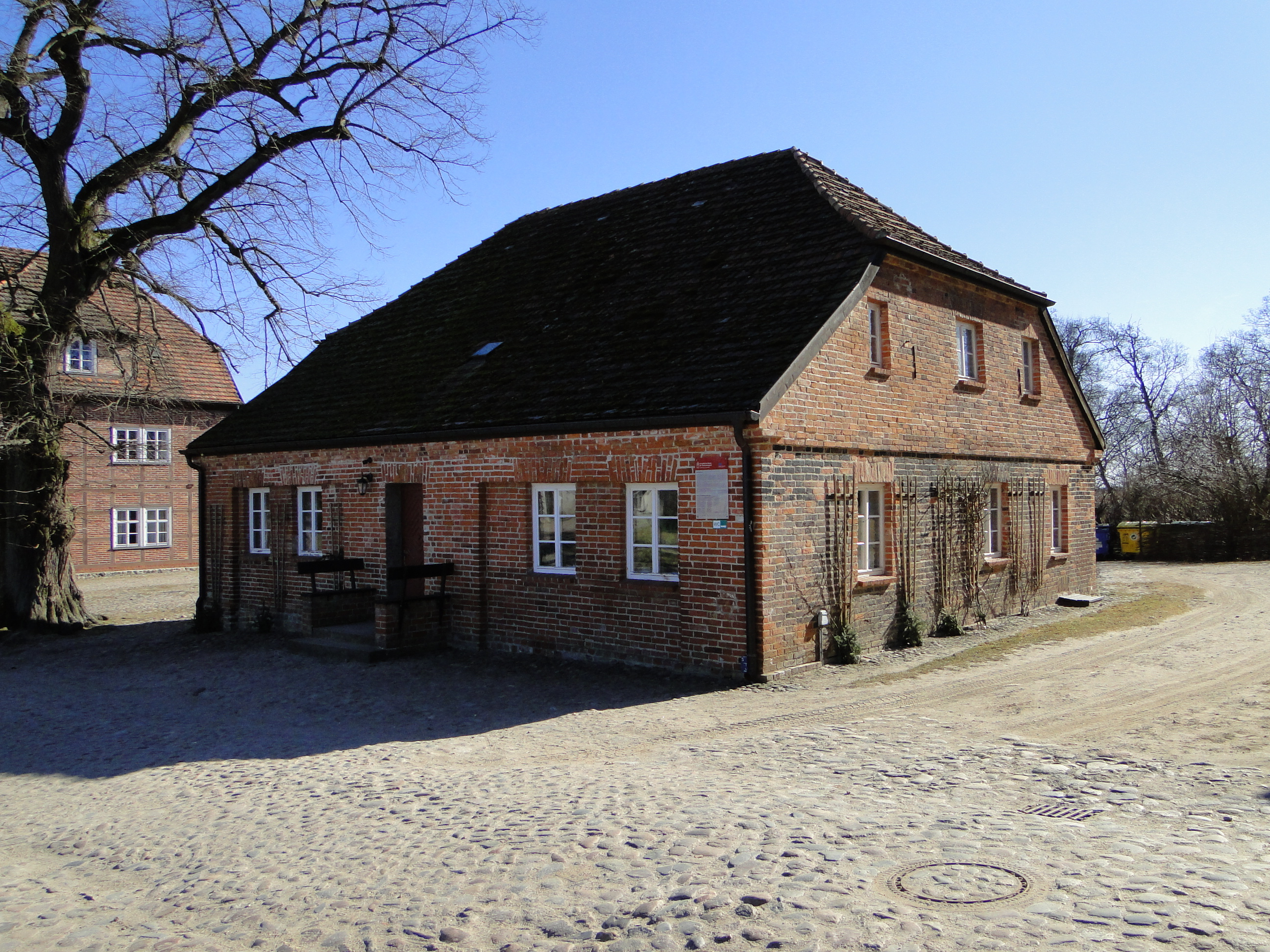
Das Amtsreiterhaus

Das Gefangenenhaus wurde um 1800 über den Alten Kellern und Fundamenten eines Vorgängerbaus gebaut. Anfang des 19. Jahrhunderts diente es als Gefängnis, woher auch der Name kommt. Nach 1920 als Wohn- und Wirtschaftsgebäude genutzt. 2000 wurde hier ein Hotel eröffnet, welches 2015 als „Burghotel Stargard“ wiedereröffnet wurde.

### Amtsreiterhaus
Das Amtsreiterhaus wurde im 17. Jahrhundert erbaut. Nach dem Dreißigjährigen Krieg diente es als Dienst- und Wohnhaus des Amtsreiters, woher es auch seinen Namen hat. 1899 wurde es umgebaut. 1950 wurde es als Gaststätte genutzt. Von 1963 bis 1990 diente auch es als Teil der Jugendherberge.